# Esqui aquático nos Jogos Pan-Americanos de 2015 - Geral feminino
A competição do geral feminino foi um dos eventos do esqui aquático nos Jogos Pan-Americanos de 2015, em Toronto. Foi disputada no canal oeste do Lago Ontário no dia 22 de julho.

## Calendário
Horário local (UTC-4).
| Data        | Horário | Fase   |
| ----------- | ------- | ------ |
| 22 de julho | 10:25   | Finais |

## Medalhistas
| Ouro   | CAN Whitney McClintock |
| Prata  | USA Regina Jaquess     |
| Bronze | MEX Carolina Chapoy    |

## Resultados
| Colocação         | Atleta             | Nacionalidade      | Truque | Geral Truque | Slalom        | Geral. Slalom | Rampa | Geral. Ranpa | Total Geral |
| ----------------- | ------------------ | ------------------ | ------ | ------------ | ------------- | ------------- | ----- | ------------ | ----------- |
| Medalha de ouro   | Whitney McClintock | CAN Canadá         | 8370   | 1000.0       | 0.00/55/11.25 | 869.6         | 44.8  | 926.7        | 2796.3      |
| Medalha de prata  | Regina Jaquess     | USA Estados Unidos | 5610   | 670.3        | 4.50/55/11.25 | 1000.0        | 47.0  | 1000.0       | 2670.3      |
| Medalha de bronze | Carolina Chapoy    | MEX México         | 5990   | 715.7        | 2.00/55/12.00 | 753.6         | 39.7  | 756.7        | 2226.0      |
| 4                 | Erika Lang         | USA Estados Unidos | 6240   | 745.5        | 2.00/55/12.00 | 753.6         | 33.0  | 533.3        | 2032.4      |
| 5                 | Valentina Gonzalez | CHI Chile          | 4930   | 589.0        | 1.50/55/13.00 | 565.2         | 36.5  | 650.0        | 1804.2      |
| 6                 | Fernanda Naser     | CHI Chile          | 4070   | 486.3        | 2.00/55/14.25 | 405.8         | 37.0  | 666.7        | 1558.8      |